# 趙炳
赵炳（？—？），號虚白，北直隶真定府趙州隆平县人，明朝政治人物。

## 生平
万历十年（1582年）壬午科順天府鄉試舉人，萬曆十七年（1589年）登己丑科進士，授朝邑縣知縣，其地东滨河，河西徙朝邑入蒲州者若干亩，炳为河灾议以复其地。凡有不便于民，悉请除之。治朝八年，政平讼理，萬曆二十二年（1594年）以循绩转户部主事，督饷寧夏，复命充山东、河南监兑官，请托不行，省粮户费以数千计。万历二十九年由工部都水司郎中升河南按察司佥事，后陈情乞归，卒于家，祀乡贤。

## 家族
曾祖趙希達，兵馬指挥。祖父趙賓，吏目。父趙源匪，官。

## 延伸阅读
[在维基数据编辑]